# Vrasville
Vrasville est une ancienne commune française du département de la Manche et de la région Normandie. Elle a constitué une commune associée à Cosqueville à partir du 1er janvier 1973 et a disparu le 1er janvier 2016 à la suite de la création de la commune nouvelle de Vicq-sur-Mer.

## Géographie
Vrasville est une commune littorale située à l'est de Cosqueville au bord de la Manche.

## Toponymie
Le nom de la localité est attesté sous la forme Evravilla au XIIe siècle, soit le domaine d'Evrardus, Ebrardus, nom de personne de type germanique, conservé de nos jours sous le nom de famille Evrard.
L'ancien français ville désignait un « domaine rural ».

## Histoire
Sur le territoire communal, dans le Clos à Bœufs, en 1823, furent découvertes des pièces mérovingiennes en or et en argent et la même année, près de l'église, un petit tertre éventré. M. de Gerville pense que sur ce qui est interprété comme une motte castrale, un petit castel se dressait à son sommet, le château se trouvant au centre du bourg, l'habitat se développant autour et dont les pierres auraient servi à la construction des maisons aux alentours. En 1835, c'est au lieu-dit les Hommets, près de la mare de Vrasville, dans une parcelle de terre dite la Renaudière, que fut mis au jour un grand nombre d'outils en fer : pince, marteau et enclume, ayant servi à battre monnaie. On y trouva des modèles de pièces de Philippe VI le Valois qui régna de 1328 à 1350.
Vrasville relevait de la baronnie de Saint-Sauveur et de Néhou. Au XIIe siècle, la paroisse relevait de l'honneur de Néhou. En 1366, les barons de Néhou déclarent à Vrasville un petit port de pêche où ils exercent un droits de « coutume du poisson » qui leur permet de choisir les plus belles prises au retour des navires.
On pouvait voir dans le chœur de l'église, avant la Révolution, la tombe d'Arthur de Villequier, baron de Néhou, seigneur de Vrasville, décédé en ce lieu en 1486. Un Baptiste de Villequier, également patron de l'église, d'après un aveu de 1528, était en possession à Vrasville, d'une juridiction, d'une prévosté et d'une sergenterie.
Vrasville s'associe avec Cosqueville et Angoville-en-Saire le 1er avril 1973, en gardant le statut de commune associée.

## Administration
| Période | Période | Identité      | Étiquette | Qualité |
| ------- | ------- | ------------- | --------- | ------- |
| 2008    | 2014    | Susan Prodaul | SE        |         |

| Période | Période | Identité | Étiquette | Qualité |
| ------- | ------- | -------- | --------- | ------- |
|         |         |          |           |         |

## Démographie
| 1793 | 1800 | 1806 | 1821 | 1831 | 1836 | 1841 | 1846 | 1851 |
| ---- | ---- | ---- | ---- | ---- | ---- | ---- | ---- | ---- |
| 129  | 143  | 177  | 159  | 150  | 152  | 161  | 175  | 161  |

| 1856 | 1861 | 1866 | 1872 | 1876 | 1881 | 1886 | 1891 | 1896 |
| ---- | ---- | ---- | ---- | ---- | ---- | ---- | ---- | ---- |
| 140  | 140  | 145  | 149  | 132  | 130  | 135  | 134  | 148  |

| 1901 | 1906 | 1911 | 1921 | 1926 | 1931 | 1936 | 1946 | 1954 |
| ---- | ---- | ---- | ---- | ---- | ---- | ---- | ---- | ---- |
| 144  | 155  | 134  | 127  | 105  | 100  | 95   | 87   | 98   |

| 1962 | 1968 | - | - | - | - | - | - | - |
| ---- | ---- | - | - | - | - | - | - | - |
| 93   | 87   | - | - | - | - | - | - | - |

## Lieux et monuments

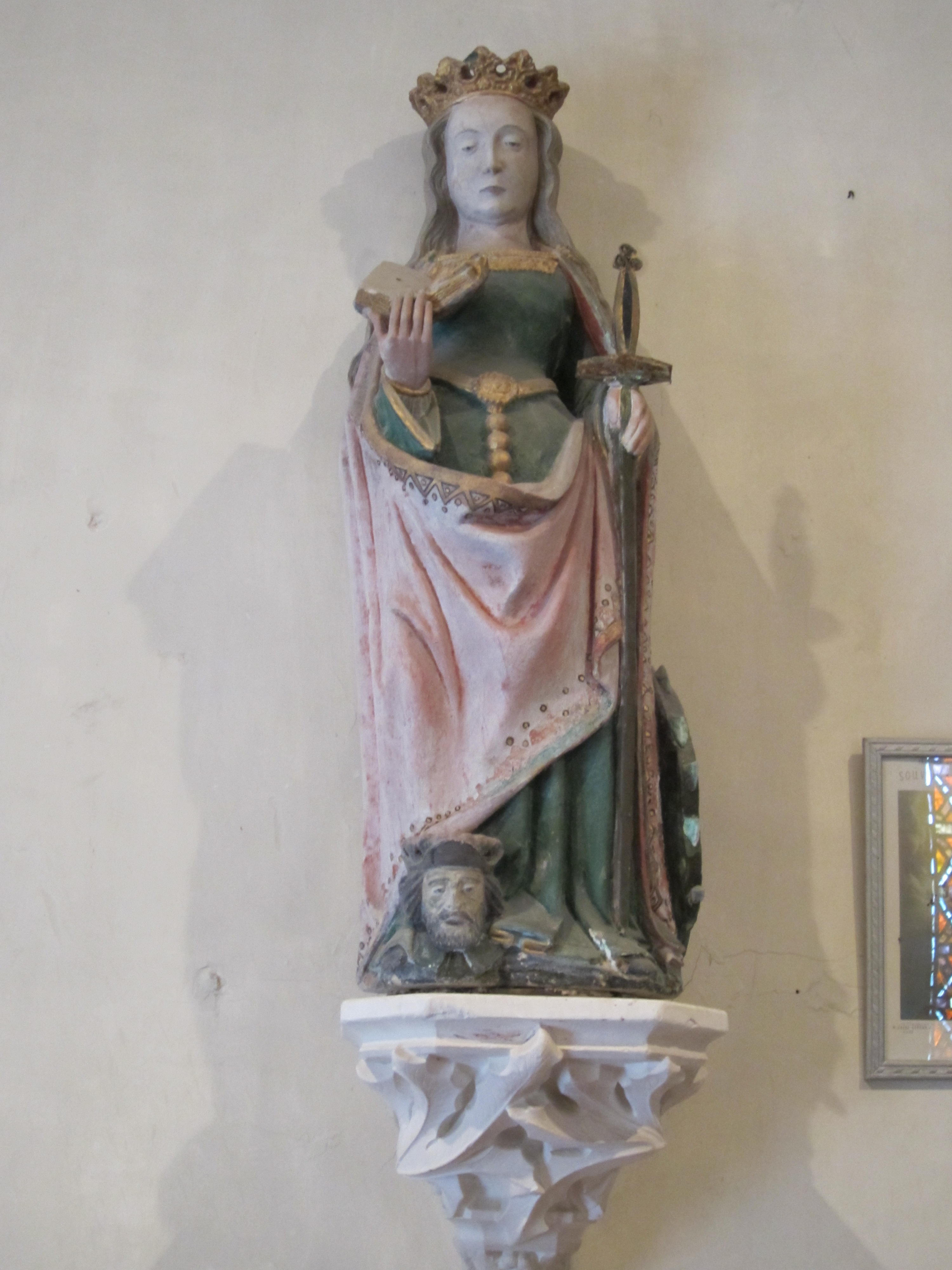
Statue de sainte Catherine.

- Église Saint-Sébastien souvent dénommée Saint-Martin[7] des XIIe – XIIIe siècles avec un campanile à une cloche. L'édifice abrite une statue de sainte Catherine du XIVe classée, en 1975, au titre objet aux monuments historiques[8], ainsi qu'une charité de saint Martin probablement en terre cuite[9], un maître-autel du XIXe, une chaire à prêcher du XVIIIe, des fonts baptismaux du Moyen Âge, une statue de saint Sébastien du XVIe, des vitraux daté de 1953 de Gabriel Loire[10].
- Croix de cimetière du XVIIIe siècle.
- Motte de Vrasville. Cette petite motte en tronc de cône avec des traces de fondations en pierre[11] est située au milieu du village, au nord-est de l'église. Très ramassée sur elle-même, avec des versants très abrupts, elle est entièrement recouverte de taillis, rendant l'accès à son sommet impossible. Elle mesure une vingtaine de mètres de diamètre à la base, et il ne subsiste aucune trace des fossés. Par contre la feuille cadastrale du XIXe siècle montre clairement, par la forme des parcelles, l'emplacement de ces derniers et l'étendue de la basse-cour[12].